# HP 350.01

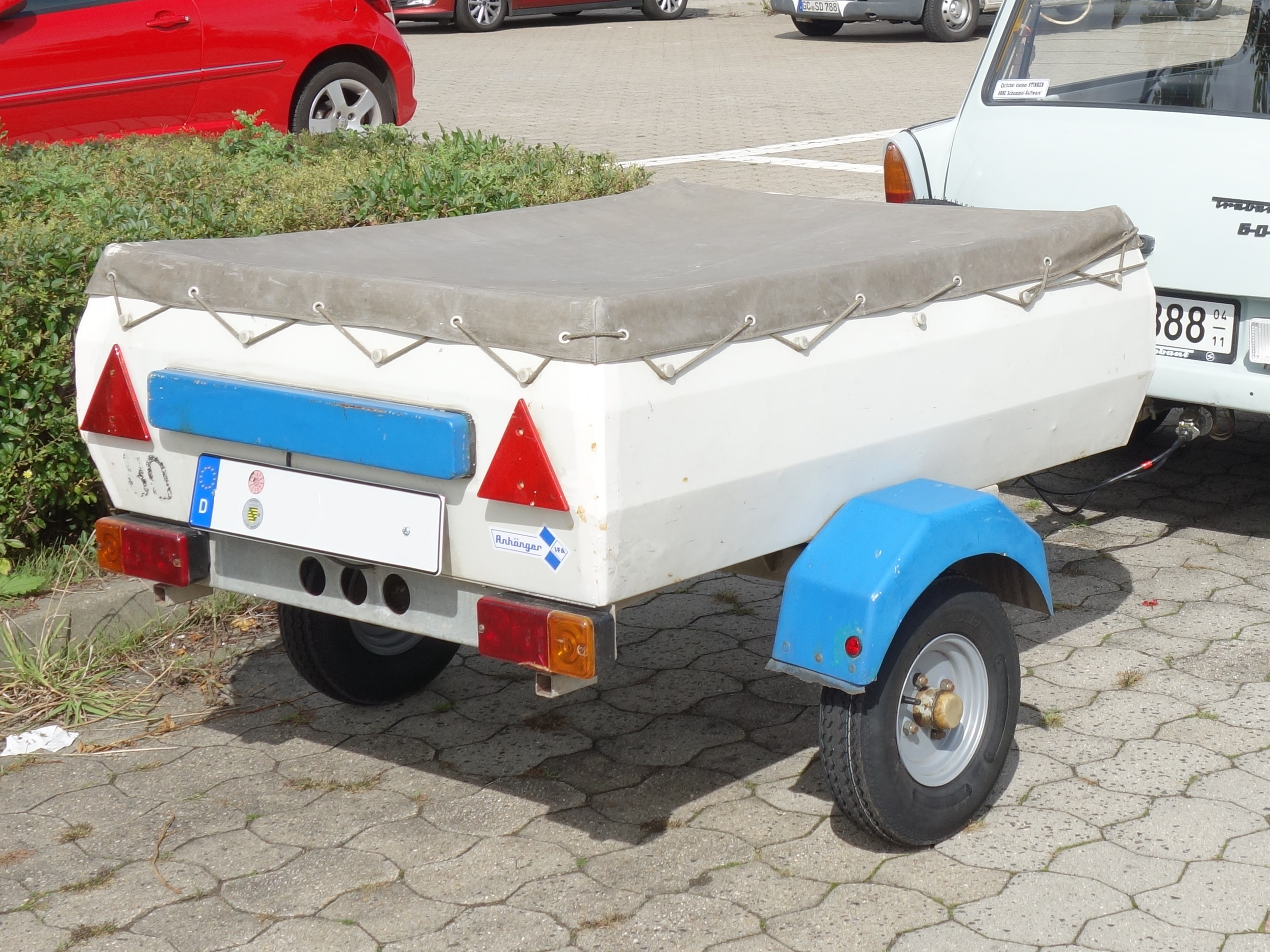
HP 350.01, Ausführung mit Flachplane

Der HP 350.01 war ein in der DDR gebauter Pkw-Starrdeichselanhänger aus dem VEB Stanz- und Emaillierwerk Großenhain. 1976/77 wurde die Ausführung mit Flachplane, von der bis dahin etwa 30 000 Stück gebaut wurden, um weitere Varianten mit Hochplane, mit Deckel, mit abnehmbarer Rückwand und um eine Ausführung für den Transport von Booten ergänzt.

## Technische Daten HP 350.01
| Parameter                  | mit Flachplane | mit Hochplane | mit Deckel | zum Bootstransport |
| -------------------------- | -------------- | ------------- | ---------- | ------------------ |
| Zulässige Gesamtmasse (kg) | 350            | 350           | 350        | 350                |
| Eigenmasse (kg)            | 80             | 90            | 100        | 110                |
| Nutzmasse (kg)             | 270            | 260           | 250        | 155 + Boot         |
| Länge (mm)                 | 2030           | 2030          | 2030       | 5500               |
| Breite (mm)                | 1415           | 1415          | 1415       | 1450               |
| Höhe (mm)                  | 860            | 1240          | 920        | 1560               |

Angaben nach Stand von 1976

## Varianten
Die Produktion von Lastanhängern für Pkw erfolgte in der DDR relativ dezentral, jedoch nach einer zentral festgelegten Typbezeichnung. Es gab verschiedene Varianten, die sich in der zulässigen Gesamtmasse und dem herstellenden Betrieb unterschieden. Die Zahl nach dem Typenkürzel HP (für „Hochlader-Pritschenanhänger“) gibt die zulässige Gesamtmasse in Kilogramm an. Als Einachs-Lastenanhänger verbreitet waren dabei die folgenden Größen:
- HP 280
- HP 300
- HP 350
- HP 400
- HP 500
- HP 550
- HP 700
- HP 750

Die Zahl nach dem Punkt (zum Beispiel „HP 350.01“) weist auf die Anzahl der Achsen hin: eine.
Die weiteren Angaben kennzeichnen den herstellenden Betrieb wie zum Beispiel:
- HP 280.01/11: VEB Stanz- und Emaillierwerk Großenhain (Stema)
- HP 300.01: Landmaschinenbau Torgau, VEB Lufttechnische Anlagen (LTA) Dresden, VEB LTA Gotha, VEB Kraftfahrzeugwerk „Ernst Grube“ Werdau, VEB Warnowwerft Warnemünde
- HP 300.01/1: VEB Warnowwerft Warnemünde
- HP 301.01/51: VEB Lufttechnische Anlagen Dresden
- HP 350.01: VEB Stanz- und Emaillierwerk Großenhain
- HP 350.01/2: VEB Landmaschinenbau Torgau, Ludwigsfelde (vermutlich Industrieverband Fahrzeugbau), Trebbin (vermutlich VEB Landtechnischer Anlagenbau Potsdam, Lüdersdorf), Traktorenwerk Schönebeck
- HP 400.01: VEB Gaskombinat Schwarze Pumpe
- HP 400.01/2: VEB Landmaschinenbau Torgau, VEB Traktorenwerk Schönebeck
- HP 400.01.84/50: Dietlas
- HP 401.01/06: Ludwigsfelde, Trebbin
- HP 500.01/8: Fa. John, Dresden
- HP 750.01/3: Fa. Liebsch, Wildenbruch

Der Übergang von größeren zu kleineren Betrieben bis hin zu privaten Initiativen war dabei recht fließend. Die obenstehende Nomenklatur galt für alle produzierten Anhänger gleichermaßen. In Ermangelung ausreichend verfügbarer Fertigprodukte wurden auch zahlreiche Anhänger von den Bürgern selbst gebaut. Auch dafür waren diverse Bau- und Betriebsvorschriften einzuhalten. Für bis zu fünf in Eigenregie hergestellte Anhänger konnte bei einer Bezirksstelle des KTA eine Einzelbetriebserlaubnis erteilt werden. Für mehr als fünf gebaute Anhänger, die ein und demselben Typ entsprechen, war eine Allgemeine Betriebserlaubnis erforderlich, die bei der Zentralstelle des KTA in Dresden eingeholt werden konnte.
Eine gewisse Zentralisierung mit angestrebt größeren Stückzahlen und entsprechend rationeller Fertigung gab es stellenweise dennoch. So wurde beispielsweise der für den Trabant besonders relevante Typ HP 300.01 ab 1973 nur noch in Werdau gebaut, wo man sich um steigende Stückzahlen  und Weiterentwicklungen bemühte.

## Triviales
Scherzhaft wurde der Anhänger auch „Mausefix“ oder „Klaufix“ genannt.